# Samogłoska przymknięta centralna niezaokrąglona
Samogłoska przymknięta centralna niezaokrąglona – typ samogłoski spotykany w językach naturalnych. Symbol, który przedstawia ten dźwięk w Międzynarodowym Alfabecie Fonetycznym, to ɨ.

## Języki, w których występuje ten dźwięk
Samogłoska przymknięta centralna niezaokrąglona występuje w językach:
| Język    | Słowo  | MAF       | Tłumaczenie  |
| -------- | ------ | --------- | ------------ |
| rosyjski | вы     | [vɨ]      | "wy"         |
| rumuński | înspre | [ˈɨn̪s̪pre̞] | "w kierunku" |

Symbol ɨ jest często używany do transkrypcji dźwięku zapisywanego y w polskim alfabecie, jednak polskie y jest nieco bardziej otwarte [ɨ̞] i jest samogłoską prawie przymkniętą centralną niezaokrągloną, a nie przymkniętą. Samogłoska ta nie posiada odrębnego oficjalnego symbolu IPA (m.in. Oxford English Dictionary stosuje [ᵻ]). Kiedy niezbędne jest rozróżnienie, jest zapisywana [ɨ̞] lub [ɪ̈], 
| Język     | Słowo          | MAF               | Tłumaczenie       | Uwagi                                                              |
| --------- | -------------- | ----------------- | ----------------- | ------------------------------------------------------------------ |
| amharski  | ሥር / sər       | [sɨ̞r]             | "korzeń"          | Z reguły transkrybowana /ɨ/.                                       |
| angielski | parallelepiped | [ˌpæɹəlɛlɨ̞ˈpɪpɨ̞d] | "równoległościan" |                                                                    |
| polski    | pył            | [pɨ̞w]             | "pył"             | Z reguły transkrybowana /ɨ/, rzadziej /ɪ/.                         |
| rosyjski  | жена           | [ʐɨ̞ˈn̪ä]           | "żona"            | Występuje tylko w nieakcentowanych sylabach po twardej spółgłosce. |